# 華盛頓州州旗

華盛頓州州旗

華盛頓州州旗（英語：State flag of Washington）是美國華盛頓州的官方旗幟，州旗底色為深綠色，旗的中間是印有喬治·華盛頓頭像的華盛頓州州徽，長闊比例為1:1.6，而此州旗也是美國唯一一面旗上有美國總統的州旗。

## 歷史
華盛頓州州旗現在的設計於華盛頓州加入美國聯邦34年後的1923年才被採用，在此之前，華盛頓是沒有官方的旗幟的。在20世紀初，華盛頓州的居民曾使用過一面以藍色為底色並印有金色喬治·華盛頓頭像的旗幟。而同一時間，也有另一個以紫色為底色而中間印有金色州徽的設計出現，後來這個設計漸發展成現在的模樣，印有這個設計的舊州旗現在存放於奧林匹亞的立法大樓之內。
在州旗上華盛頓州州徽是於1889年由奧林匹亞的一個珠寶商查理所設計，查理使用一個墨水瓶和一個銀幣畫了一個圓圈，再把當時印有藍色喬治·華盛頓的郵票印在這個圓圈內，而查理的哥哥格蘭則在圓圈內寫上「The Seal of the State of Washington 1889」。經過多年發展，這設計就成了華盛頓州旗上的徽章。

## 印製
由於華盛頓州州旗上的州徽不是一個對稱的圖案，故在州旗的底面也必須要是一致，這使這面州旗成為美國眾多州旗之中，印刷費用最昂貴的一面。此外，人們如果要印製這面州旗，就必須要把兩個的樣本送給華盛頓州政府的辦公室審批，批核後，政府辦公室會在其中一個樣本中標上「許可」並送會申請人處，而另一個樣本則留為記錄。此外，華盛頓州法例列明：「華盛頓州州旗是以深綠色的絲綢或製旗用的布來印製，而且在旗的正中間印、繡或畫有華盛頓州州徽。旗邊的裝飾可以有或沒有，如果有的顏色必須要和州徽相同。州旗的大小可以不同。」

### 顏色
華盛頓州州旗上的主要顏色如下：
| 使用位置                 | 顏色       | 彩通 （CMYK值）   | 紡織顏色 | RGB值       | Hex值   |
| ------------------------ | ---------- | ----------------- | -------- | ----------- | ------- |
| 背景                     | 愛爾蘭綠色 | PMS 348           | 80210    | 0-132-61    | #00843D |
| 州徽（環） 旗幟邊緣      | 西班牙黃色 | PMS 116           | 80068    | 255-205-0   | #FFCD00 |
| 州徽（內部）             | 東方藍色   | PMS 311           | 不適用   | 5-195-222   | #05C3DE |
| 州徽（文字、環邊、肖像） | 黑色       | PMS Process Black | 不適用   | 0-0-0       | #000000 |
| 喬治·華盛頓的臉          | 蛋殼色     | PMS 169           | 80004    | 255-179-171 | #FFB3AB |

## 資料參考
1. ↑  （英文） Charles Talcott
2. ↑  （英文） 華盛頓州州旗歷史 （页面存档备份，存于） - 華盛頓州政府網站 於2007年12月1日造訪
3. ↑  （英文） 州旗印刷須知 （页面存档备份，存于） - 華盛頓州政府辦公室 於2007年12月4日造訪
4. ↑  華盛頓州法例 RCW 1.20.010
5. ↑  . Washington Administrative Code. Washington State Legislature.   [June 27, 2017]. （原始内容存档于2020-09-18）.
6. 1 2  . Pantone.   [June 27, 2017]. （原始内容存档于2021-04-30）.

## 外部連結
- （英文） 華盛頓州州旗 （页面存档备份，存于）
- （英文） 世界旗幟 - 華盛頓州 （页面存档备份，存于）